# Trégrom
Trégrom (tiếng Breton: Tregrom) là một xã của tỉnh Côtes-d’Armor, thuộc vùng Bretagne, tây bắc Pháp.